# Eugenia avicenniae
Eugenia avicenniae är en myrtenväxtart som beskrevs av Paul Carpenter Standley. Eugenia avicenniae ingår i släktet Eugenia och familjen myrtenväxter. Inga underarter finns listade i Catalogue of Life.